# 上野盆地

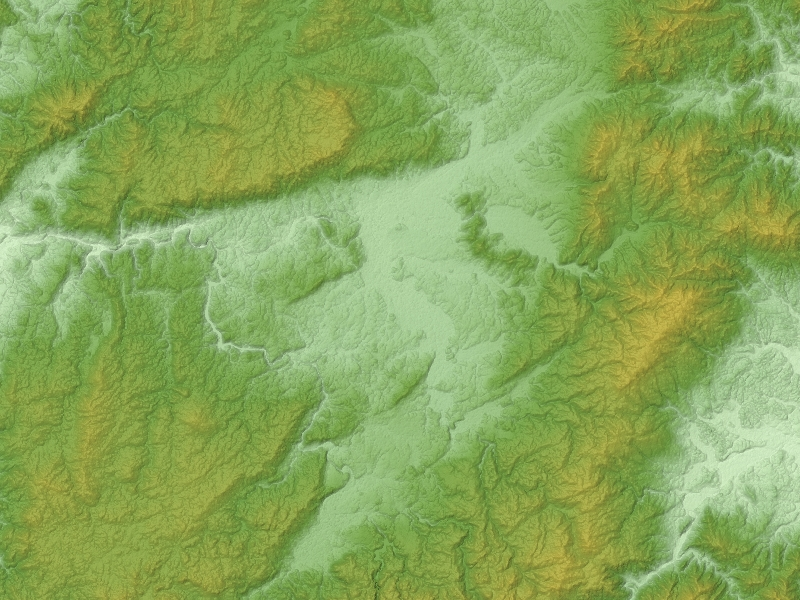
上野盆地の地形図

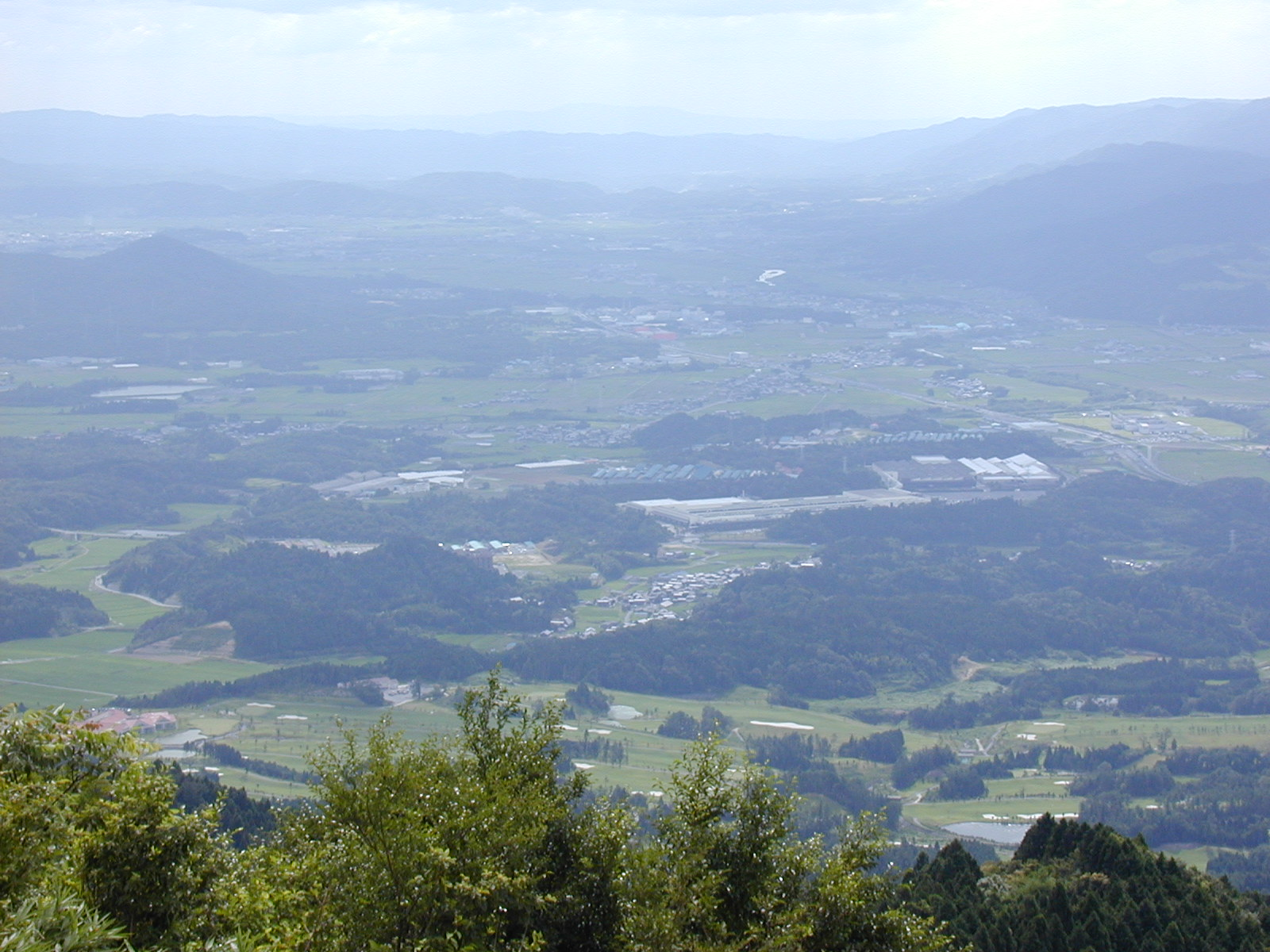
霊山山頂から望む上野盆地

上野盆地（うえのぼんち）は、三重県西部に位置する盆地。伊賀市、名張市が大部分を占めている。伊賀盆地（いがぼんち）あるいは伊賀上野盆地（いがうえのぼんち）ともいう。

## 地理
鮮新世になり上野盆地がある一帯に湖沼ができ、湖盆は近江盆地へと移っていった（琵琶湖#歴史参照）。この過去の琵琶湖や周辺の地層に堆積した地層が古琵琶湖層である。古琵琶湖層が形成されたのは約350万年前から50万年前（約400万年前から40万年前）にかけてとされ、上野盆地から近江盆地にわたって広く分布している。
上野盆地では木津川、服部川、柘植川が合流しており、その直下流には岩倉峡が位置している。しかし、岩倉峡が狭窄部となっているため浸水常襲地でもあり、明治3年（1870年）9月18日から19日にかけての「午年の水害」では現地復旧が困難で大規模な避水移居が行われた地域もある。
内陸性盆地であり、寒暖の差が大きい。かつての上野市（現伊賀市上野地区）では三重県内での最高気温と最低気温を同時に記録したこともある。また、冬の冷え込みは厳しく、霧などもよく発生する。